# Liste des titres de baron héréditaire dans la pairie du Royaume-Uni
Cet article est une compilation des titres de barons et baronnes dans la pairie du Royaume-Uni.
| Titre                                 | Création   | Autres titres                                               |
| ------------------------------------- | ---------- | ----------------------------------------------------------- |
| Lord Loftus                           | 1801       | Marquis d'Ely dans la pairie d'Irlande                      |
| Lord Ellenborough                     | 1802       |                                                             |
| Lord Sandys                           | 1802       |                                                             |
| Lord Arden                            | 1802       | Comte d'Egmont dans la pairie d'Irlande                     |
| Lord Erskine de Restormel Castle      | 1806       | Comte de Buchan dans la pairie d'Écosse                     |
| Lord Mont Eagle de Westport           | 1806       | Marquis de Sligo dans la pairie d'Irlande                   |
| Lord Granard                          | 1806       | Comte de Granard dans la pairie d'Irlande                   |
| Lord Manners                          | 1807       |                                                             |
| Lord Stewart                          | 1814       | Marquis de Londonderry dans la pairie d'Irlande             |
| Lord Meldrum                          | 1815       | Marquis d'Huntly dans la pairie d'Écosse                    |
| Lord Grinstead                        | 1815       | Comte d'Enniskillen dans la pairie d'Irlande                |
| Lord Harris                           | 1815       |                                                             |
| Lord Ker                              | 1821       | Marquis de Lothian dans la pairie d'Écosse                  |
| Lord Minster                          | 1821       | Marquis Conyngham dans la pairie d'Irlande                  |
| Lord Wemyss                           | 1821       | Comte de Wemyss et March dans la pairie d'Écosse            |
| Lord Silchester                       | 1821       | Comte de Longford dans la pairie d'Irlande                  |
| Lord Oriel                            | 1821       | Vicomte Massereene et Ferrard dans la pairie d'Irlande      |
| Lord Ravensworth                      | 1821       |                                                             |
| Lord Delamere                         | 1821       |                                                             |
| Lord Forester                         | 1821       |                                                             |
| Lord Rayleigh                         | 1821       |                                                             |
| Lord Gifford                          | 1824       |                                                             |
| Lord Wigan                            | 1826       | Comte de Crawford et Balcarres dans la pairie d'Écosse      |
| Lord Ranfurly                         | 1826       | Comte de Ranfurly dans la pairie d'Irlande                  |
| Lord Feversham                        | 1826       |                                                             |
| Lord Seaford                          | 1826       |                                                             |
| Lord Plunket                          | 1827       |                                                             |
| Lord Heytesbury                       | 1828       |                                                             |
| Lord Clanwilliam                      | 1828       | Comte de Clanwilliam dans la pairie d'Irlande               |
| Lord Skelmersdale                     | 1828       |                                                             |
| Lord Wynford                          | 1829       |                                                             |
| Lord Kilmarnock                       | 1831       |                                                             |
| Lord Chaworth                         | 1831       | Comte de Meath dans la pairie d'Irlande                     |
| Lord Dunmore                          | 1831       | Comte de Dunmore dans la pairie d'Irlande                   |
| Lord Oakley                           | 1831       | Comte Cadogan dans la pairie de Grande-Bretagne             |
| Lord Poltimore                        | 1831       |                                                             |
| Lord Mostyn                           | 1831       |                                                             |
| Lord Templemore                       | 1831       | Marquis de Donegall dans la pairie d'Irlande                |
| Lord de Saumarez                      | 1831       |                                                             |
| Lord Kenlis                           | 1831       | Marquis d'Headfort dans la pairie d'Irlande                 |
| Lord Stanley de Bickerstaffe          | 1832       | Comte de Derby dans la pairie d'Angleterre                  |
| Lord Denman                           | 1834       |                                                             |
| Lord Duncannon                        | 1834       | Comte de Bessborough dans la pairie d'Irlande               |
| Lord Abinger                          | 1835       |                                                             |
| Lord Ashburton                        | 1835       |                                                             |
| Lord Hatherton                        | 1835       |                                                             |
| Lord Worlingham                       | 1835       | Comte de Gosford dans la pairie d'Irlande                   |
| Lord Stratheden et Campbell           | 1836; 1841 |                                                             |
| Lord Rossmore                         | 1838       | Lord Rossmore dans la pairie d'Irlande                      |
| Lord Carew                            | 1838       | Lord Carew dans la pairie d'Irlande                         |
| Lord de Mauley                        | 1838       |                                                             |
| Lord Wrottesley                       | 1838       |                                                             |
| Lord Sudeley                          | 1838       |                                                             |
| Lord Methuen                          | 1838       |                                                             |
| Lord Stanley d'Eddisbury et Eddisbury | 1839; 1848 | Lord Sheffield dans la pairie d'Irlande                     |
| Lord Leigh                            | 1839       |                                                             |
| Lord Monteagle de Brandon             | 1839       |                                                             |
| Lord Oxenfoord                        | 1841       | Comte de Stair dans la pairie d'Écosse                      |
| Lord Congleton                        | 1841       |                                                             |
| Lord Vivian                           | 1841       |                                                             |
| Lord Elgin                            | 1849       | Comte d'Elgin et Kincardine dans la pairie d'Écosse         |
| Lord Londesborough                    | 1850       |                                                             |
| Lord de Freyne                        | 1851       |                                                             |
| Lord Raglan                           | 1852       |                                                             |
| Lord Belper                           | 1856       |                                                             |
| Lord Talbot de Malahide               | 1856       | Lord Talbot de Malahide dans la pairie d'Irlande            |
| Lord Chesham                          | 1858       |                                                             |
| Lord Churston                         | 1858       |                                                             |
| Lord Leconfield et Egremont           | 1859; 1963 |                                                             |
| Lord Lyveden                          | 1859       |                                                             |
| Lord Brougham et Vaux                 | 1860       |                                                             |
| Lord Herbert de Lea                   | 1861       | Comte de Pembroke et Montgomery dans la pairie d'Angleterre |
| Lord Westbury                         | 1861       |                                                             |
| Lord Annaly                           | 1863       |                                                             |
| Lord Buckhurst                        | 1864       | Comte De La Warr dans la pairie de Grande-Bretagne          |
| Lord Northbrook                       | 1866       |                                                             |
| Lord Monck                            | 1866       | Vicomte Monck dans la pairie d'Irlande                      |
| Lord Hartismere                       | 1866       | Lord Henniker dans la pairie d'Irlande                      |
| Lord Hylton                           | 1866       |                                                             |
| Lord Penrhyn                          | 1866       |                                                             |
| Lord Brancepth                        | 1866       | Vicomte Boyne dans la pairie d'Irlande                      |
| Lord O'Neill                          | 1868       |                                                             |
| Lord Napier de Magdãla                | 1868       |                                                             |
| Lord Gormanston                       | 1868       | Vicomte Gormanston dans la pairie d'Irlande                 |
| Lord Lawrence                         | 1869       |                                                             |
| Lord Dunning                          | 1869       | Lord Rollo dans la pairie d'Écosse                          |
| Lord Hare de Convamore                | 1869       | Comte de Listowel dans la pairie d'Irlande                  |
| Lord Howard de Glossop                | 1869       | Duc de Norfolk dans la pairie d'Angleterre                  |
| Lord Acton                            | 1869       | Lord Acton de Bridgnorth à vie                              |
| Lord Wolverton                        | 1869       |                                                             |
| Lord Kildare                          | 1870       | Duc de Leinster dans la pairie d'Irlande                    |
| Lord O'Hagan                          | 1870       |                                                             |
| Lord Sandhurst                        | 1871       |                                                             |
| Lord Ettrick                          | 1872       | Lord Napier dans la pairie d'Écosse                         |
| Lord Somerton                         | 1873       | Comte de Normanton dans la pairie d'Irlande                 |
| Lord Aberdare                         | 1873       |                                                             |
| Lord Moncreiff                        | 1874       |                                                             |
| Lord Coleridge                        | 1874       |                                                             |
| Lord Cottesloe                        | 1874       |                                                             |
| Lord Hampton                          | 1874       |                                                             |
| Lord Douglas                          | 1875       | Comte d'Home dans la pairie d'Écosse                        |
| Lord Ramsay de Glenmark               | 1875       | Comte de Dalhousie dans la pairie d'Écosse                  |
| Lord Harlech                          | 1876       |                                                             |
| Lord Tollemache                       | 1876       |                                                             |
| Lord Gerard                           | 1876       |                                                             |
| Lord Sackville                        | 1876       |                                                             |
| Lord Norton                           | 1878       |                                                             |
| Lord Trevor                           | 1880       |                                                             |
| Lord Brabourne                        | 1880       |                                                             |
| Lord Ampthill                         | 1881       |                                                             |
| Lord Tweeddale d'Yester               | 1881       | Marquis de Tweeddale dans la pairie d'Écosse                |
| Lord Derwent                          | 1881       |                                                             |
| Lord Hothfield                        | 1881       |                                                             |
| Lord Tennyson                         | 1884       |                                                             |
| Lord Strathspey                       | 1884       |                                                             |
| Lord Monk Bretton                     | 1884       |                                                             |
| Lord Northbourne                      | 1884       |                                                             |
| Lord Sudley                           | 1884       | Comte d'Arran (en) dans la pairie d'Irlande                 |
| Lord Powerscourt                      | 1885       | Vicomte Powerscourt dans la pairie d'Irlande                |
| Lord Northington                      | 1885       | Lord Henley dans la pairie d'Irlande                        |
| Lord Rothschild                       | 1885       |                                                             |
| Lord Revelstoke                       | 1885       |                                                             |
| Lord Monkswell                        | 1885       |                                                             |
| Lord Ashbourne                        | 1885       |                                                             |
| Lord St Oswald                        | 1885       |                                                             |
| Lord Montagu de Beaulieu              | 1885       |                                                             |
| Lord Elphinstone                      | 1885       | Lord Elphinstone dans la pairie d'Écosse                    |
| Lord Herschell                        | 1886       |                                                             |
| Lord Hindlip                          | 1885       |                                                             |
| Lord Grimthorpe                       | 1886       |                                                             |
| Lord Kensington                       | 1886       | Lord Kensington dans la pairie d'Irlande                    |
| Lord Hamilton de Dalzell              | 1886       |                                                             |
| Lord St Levan                         | 1887       |                                                             |
| Lord Basing                           | 1887       |                                                             |
| Lord de Ramsey                        | 1887       |                                                             |
| Lord Addington                        | 1887       |                                                             |
| Lord Savile                           | 1888       |                                                             |
| Lord Ashcombe                         | 1892       |                                                             |
| Lord Crawshaw                         | 1892       |                                                             |
| Lord Amherst d'Hackney                | 1892       |                                                             |
| Lord Newton                           | 1892       |                                                             |
| Lord Dunleath                         | 1892       |                                                             |
| Lord Swansea                          | 1893       |                                                             |
| Lord Aldenham et Hunsdon d'Hunsdon    | 1896       |                                                             |
| Lord Roos de Belvoir                  | 1896       | Duc de Rutlet dans la pairie d'Angleterre                   |
| Lord Fairlie                          | 1897       | Comte de Glasgow dans la pairie d'Écosse                    |
| Lord Dawnay de Danby                  | 1897       | Vicomte Downe dans la pairie d'Irlande                      |
| Lord Holmpatrick                      | 1897       |                                                             |
| Lord Burton                           | 1897       |                                                             |
| Lord Glanusk                          | 1899       |                                                             |
| Lord Cranworth                        | 1899       |                                                             |
| Lord Avebury                          | 1900       |                                                             |
| Lord Killanin                         | 1900       |                                                             |
| Lord Strathcona et Mount Royal        | 1900       |                                                             |
| Lord Kinross                          | 1902       |                                                             |
| Lord Shuttleworth                     | 1902       |                                                             |
| Lord Grenfell                         | 1902       | Lord Grenfell de Kilvey à vie                               |
| Lord Redesdale                        | 1902       | Lord Mitford à vie                                          |
| Lord Burnham                          | 1903       |                                                             |
| Lord Biddulph                         | 1903       |                                                             |
| Lord Ritchie de Dundee                | 1905       |                                                             |
| Lord Hemphill                         | 1906       |                                                             |
| Lord Joicey                           | 1906       |                                                             |
| Lord Nunburnholme                     | 1906       |                                                             |
| Lord Swaythling                       | 1907       |                                                             |
| Lord Blyth                            | 1907       |                                                             |
| Lord Marchamley                       | 1908       |                                                             |
| Lord Gorell                           | 1909       |                                                             |
| Lord Fisher                           | 1909       |                                                             |
| Lord Kilbracken                       | 1909       |                                                             |
| Lord Hardinge de Penshurst            | 1910       |                                                             |
| Lord de Villiers                      | 1910       |                                                             |
| Lord Glenconner                       | 1911       |                                                             |
| Lord Mountgarret de Nidd              | 1911       | Vicomte Mountgarret dans la pairie d'Irlande                |
| Lord Aberconway                       | 1911       |                                                             |
| Lord Merthyr                          | 1911       |                                                             |
| Lord Rowallan                         | 1911       |                                                             |
| Lord Ashton d'Hyde                    | 1911       |                                                             |
| Lord Ravensdale                       | 1911       |                                                             |
| Lord Hollenden                        | 1912       |                                                             |
| Lord Butler de Mount Juliet           | 1912       | Comte de Carrick dans la pairie d'Irlande                   |
| Lord Parmoor                          | 1914       |                                                             |
| Lord Lyell                            | 1914       |                                                             |
| Lord Cunliffe                         | 1914       |                                                             |
| Lord Wrenbury                         | 1915       |                                                             |
| Lord Faringdon                        | 1916       |                                                             |
| Lord Shaughnessy                      | 1916       |                                                             |
| Lord Rathcreedan                      | 1916       |                                                             |
| Lord Somerleyton                      | 1916       |                                                             |
| Lord Carnock                          | 1916       |                                                             |
| Lord Beaverbrook                      | 1917       |                                                             |
| Lord Gainford                         | 1917       |                                                             |
| Lord Forteviot                        | 1917       |                                                             |
| Lord Colwyn                           | 1917       |                                                             |
| Lord Gisborough                       | 1917       |                                                             |
| Lord Morris                           | 1918       |                                                             |
| Lord Cawley                           | 1918       |                                                             |
| Lord Terrington                       | 1918       |                                                             |
| Lord Glenarthur                       | 1918       |                                                             |
| Lord Phillimore                       | 1918       |                                                             |
| Lord Inverforth                       | 1919       |                                                             |
| Lord Sinha                            | 1919       |                                                             |
| Lord Cochrane de Cults                | 1919       |                                                             |
| Lord Clwyd                            | 1919       |                                                             |
| Lord Swinfen                          | 1919       |                                                             |
| Lord Meston                           | 1919       |                                                             |
| Lord Cullen d'Ashbourne               | 1920       |                                                             |
| Lord Trevethin                        | 1921       |                                                             |
| Lord Glendyne                         | 1922       |                                                             |
| Lord Manton                           | 1922       |                                                             |
| Lord Forres                           | 1922       |                                                             |
| Lord Vestey                           | 1922       |                                                             |
| Lord Borwick                          | 1922       |                                                             |
| Lord Maclay                           | 1922       |                                                             |
| Lord Bethell                          | 1922       |                                                             |
| Lord Darling                          | 1924       |                                                             |
| Lord Banbury                          | 1924       |                                                             |
| Lord Merrivale                        | 1925       |                                                             |
| Lord Bradbury                         | 1925       |                                                             |
| Lord Mereworth                        | 1926       | Lord Oranmore et Browne dans la pairie d'Irlande            |
| Lord Hayter                           | 1927       |                                                             |
| Lord Cornwallis                       | 1927       |                                                             |
| Lord Daresbury                        | 1927       |                                                             |
| Lord Wraxall                          | 1928       |                                                             |
| Lord Melchett                         | 1928       |                                                             |
| Lord Remnant                          | 1928       |                                                             |
| Lord Craigmyle                        | 1929       |                                                             |
| Lord Dulverton                        | 1929       |                                                             |
| Lord Luke                             | 1929       |                                                             |
| Lord Alvingham                        | 1929       |                                                             |
| Lord Robert Baden-Powell              | 1929       |                                                             |
| Lord Ponsonby de Shulbrede            | 1930       | Lord Ponsonby de Roehampton à vie                           |
| Lord Dickinson                        | 1930       |                                                             |
| Lord Noel-Buxton                      | 1930       |                                                             |
| Lord Howard de Penrith                | 1930       |                                                             |
| Lord Rochester                        | 1931       |                                                             |
| Lord Selsdon                          | 1932       |                                                             |
| Lord Moyne                            | 1932       |                                                             |
| Lord Davies                           | 1932       |                                                             |
| Lord Rankeillour                      | 1932       |                                                             |
| Lord Brocket                          | 1933       |                                                             |
| Lord Milne                            | 1933       |                                                             |
| Lord Rennell                          | 1933       |                                                             |
| Lord Mottistone                       | 1933       |                                                             |
| Lord Iliffe                           | 1933       |                                                             |
| Lord Palmer                           | 1933       |                                                             |
| Lord Rockley                          | 1934       |                                                             |
| Lord Elton                            | 1934       |                                                             |
| Lord Bingham                          | 1934       | Comte de Lucan dans la pairie d'Irlande                     |
| Lord Wakehurst                        | 1934       |                                                             |
| Lord Hesketh                          | 1935       |                                                             |
| Lord Tweedsmuir                       | 1935       |                                                             |
| Lord Sysonby                          | 1935       |                                                             |
| Lord Wigram                           | 1935       |                                                             |
| Lord Riverdale                        | 1935       |                                                             |
| Lord May                              | 1935       |                                                             |
| Lord Kennet                           | 1935       |                                                             |
| Lord Strathcarron                     | 1936       |                                                             |
| Lord Catto                            | 1936       |                                                             |
| Lord Wardington                       | 1936       |                                                             |
| Lord Windlesham                       | 1937       | Lord Hennesey à vie                                         |
| Lord Mancroft                         | 1937       |                                                             |
| Lord McGowan                          | 1937       |                                                             |
| Lord Denham                           | 1937       |                                                             |
| Lord Rea                              | 1937       |                                                             |
| Lord Chatfield                        | 1937       |                                                             |
| Lord Cadman                           | 1937       |                                                             |
| Lord Kenilworth                       | 1937       |                                                             |
| Lord Pender                           | 1937       |                                                             |
| Lord Roborough                        | 1938       |                                                             |
| Lord Birdwood                         | 1938       |                                                             |
| Lord Brassey                          | 1938       |                                                             |
| Lord Stamp                            | 1938       |                                                             |
| Lord Bicester                         | 1938       |                                                             |
| Lord Milford                          | 1939       |                                                             |
| Lord Hankey                           | 1939       |                                                             |
| Lord Harmsworth                       | 1939       |                                                             |
| Lord Rotherwick                       | 1939       |                                                             |
| Lord Glentoran                        | 1939       |                                                             |
| Lord Tyron                            | 1940       |                                                             |
| Lord Croft                            | 1940       |                                                             |
| Lord Teviot                           | 1940       |                                                             |
| Lord Nathan                           | 1940       |                                                             |
| Lord Reith                            | 1940       |                                                             |
| Lord Kindersley                       | 1941       |                                                             |
| Lord Ironside                         | 1941       |                                                             |
| Lord Latham                           | 1942       |                                                             |
| Lord Wedgwood                         | 1942       |                                                             |
| Lord Geddes                           | 1942       |                                                             |
| Lord Bruntisfield                     | 1942       |                                                             |
| Lord Brabazon de Tara                 | 1942       |                                                             |
| Lord Keyes                            | 1943       |                                                             |
| Lord Hemingford                       | 1943       |                                                             |
| Lord Moran                            | 1943       |                                                             |
| Lord Killearn                         | 1943       |                                                             |
| Lord Dowding                          | 1943       |                                                             |
| Lord Gretton                          | 1944       |                                                             |
| Lord Westwood                         | 1944       |                                                             |
| Lord Hazlerigg                        | 1945       |                                                             |
| Lord Hacking                          | 1945       |                                                             |
| Lord Balfour d'Inchrye                | 1945       |                                                             |
| Lord Chetwode                         | 1945       |                                                             |
| Lord Sandford                         | 1945       |                                                             |
| Lord Altrincham                       | 1945       |                                                             |
| Lord Broadbridge                      | 1945       |                                                             |
| Lord Mountevans                       | 1945       |                                                             |
| Lord Lindsay de Birker                | 1945       |                                                             |
| Lord Piercy                           | 1945       |                                                             |
| Lord Chorley                          | 1945       |                                                             |
| Lord Calverley                        | 1945       |                                                             |
| Lord Tedder                           | 1946       |                                                             |
| Lord Colgrain                         | 1946       |                                                             |
| Lord Darwen                           | 1946       |                                                             |
| Lord Wilson                           | 1946       |                                                             |
| Lord Lucas de Chilworth               | 1946       |                                                             |
| Lord Shepherd                         | 1946       |                                                             |
| Lord Citrine                          | 1946       |                                                             |
| Lord Newall                           | 1946       |                                                             |
| Lord Layton                           | 1947       |                                                             |
| Lord Simon de Wythenshawe             | 1947       |                                                             |
| Lord Kershaw                          | 1947       |                                                             |
| Lord Trefgarne                        | 1947       |                                                             |
| Lord Rugby                            | 1947       |                                                             |
| Lord Crook                            | 1947       |                                                             |
| Lord Amwell                           | 1947       |                                                             |
| Lord Milverton                        | 1947       |                                                             |
| Lord Clydesmuir                       | 1948       |                                                             |
| Lord Burden                           | 1950       |                                                             |
| Lord Haden-Guest                      | 1950       |                                                             |
| Lord Silkin                           | 1950       |                                                             |
| Lord Ogmore                           | 1950       |                                                             |
| Lord Hives                            | 1950       |                                                             |
| Lord Greenhill                        | 1950       |                                                             |
| Lord Morris de Kenwood                | 1950       |                                                             |
| Lord Macpherson de Drumochter         | 1951       |                                                             |
| Lord Kenswood                         | 1951       |                                                             |
| Lord Freyberg                         | 1951       |                                                             |
| Lord Milner de Leeds                  | 1951       |                                                             |
| Lord Kirkwood                         | 1951       |                                                             |
| Lord Wise                             | 1951       |                                                             |
| Lord Jeffreys                         | 1952       |                                                             |
| Lord Rathcavan                        | 1953       |                                                             |
| Lord Baillieu                         | 1953       |                                                             |
| Lord Grantchester                     | 1953       |                                                             |
| Lord Strang                           | 1954       |                                                             |
| Lord Coleraine                        | 1954       |                                                             |
| Lord Harvey                           | 1954       |                                                             |
| Lord Gridley                          | 1955       |                                                             |
| Lord Strathalmond                     | 1955       |                                                             |
| Lord Strathclyde                      | 1955       |                                                             |
| Lord Clitheroe                        | 1955       |                                                             |
| Lord McNair                           | 1955       |                                                             |
| Lord Colyton                          | 1956       |                                                             |
| Lord Astor d'Hever                    | 1956       |                                                             |
| Lord Sinclair de Cleeve               | 1957       |                                                             |
| Lord Bridges                          | 1957       |                                                             |
| Lord Norrie                           | 1957       |                                                             |
| Lord Harding de Petherton             | 1958       |                                                             |
| Lord Birkett                          | 1958       |                                                             |
| Lord Poole                            | 1958       |                                                             |
| Lord Rootes                           | 1959       |                                                             |
| Lord Netherthorpe                     | 1959       |                                                             |
| Lord Crathorne                        | 1959       |                                                             |
| Lord Spens                            | 1959       |                                                             |
| Lord MacAndrew                        | 1959       |                                                             |
| Lord Nelson de Stafford               | 1960       |                                                             |
| Lord Howick de Glendale               | 1960       |                                                             |
| Lord Gladwyn                          | 1960       |                                                             |
| Lord Sanderson d'Ayot                 | 1960       |                                                             |
| Lord Robertson d'Oakridge             | 1961       |                                                             |
| Lord Marks de Broughton               | 1961       |                                                             |
| Lord Leighton de St Mellons           | 1962       |                                                             |
| Lord Brain                            | 1962       |                                                             |
| Lord Aldington                        | 1962       |                                                             |
| Lord Inchyra                          | 1962       |                                                             |
| Lord Silsoe                           | 1963       |                                                             |
| Lord Thomson de Fleet                 | 1964       |                                                             |
| Lord Martonmere                       | 1964       |                                                             |
| Lord Sherfield                        | 1964       |                                                             |
| Lord Inglewood                        | 1964       |                                                             |
| Lord Grimston de Westbury             | 1964       |                                                             |
| Lord St Helens                        | 1964       |                                                             |
| Lord Margadale                        | 1965       |                                                             |